# Hanneke Smabers
Hanneke Smabers (Den Haag, 19 oktober 1973) is een voormalig hockeyster uit Nederland, die in totaal 126 officiële interlands (12 doelpunten) speelde voor de Nederlandse ploeg.
Haar debuut voor Oranje maakte de middenveldster op 3 juli 1993 in de wedstrijd Duitsland-Nederland (2-0). Acht jaar later volgde haar laatste interland, op 28 juli 2001 (Nederland-Engeland 6-0). Smabers speelde in de Nederlandse hoofdklasse voor HDM en Laren. Haar jongere zus Minke speelde ook voor de nationale ploeg, net als haar moeder.
Dillianne van den Boogaard · 
Minke Booij · 
Ageeth Boomgaardt · 
Julie Deiters · 
Mijntje Donners · 
Fleur van de Kieft · 
Fatima Moreira de Melo · 
Clarinda Sinnige · 
Hanneke Smabers · 
Minke Smabers · 
Margje Teeuwen · 
Carole Thate · 
Daphne Touw · 
Macha van der Vaart · 
Myrna Veenstra · 
Suzan van der Wielen ·
Coach: Tom van 't Hek